# Fagundes
Fagundes is een gemeente in de Braziliaanse deelstaat Paraíba. De gemeente telt 12.183 inwoners (schatting 2009).

## Galerij

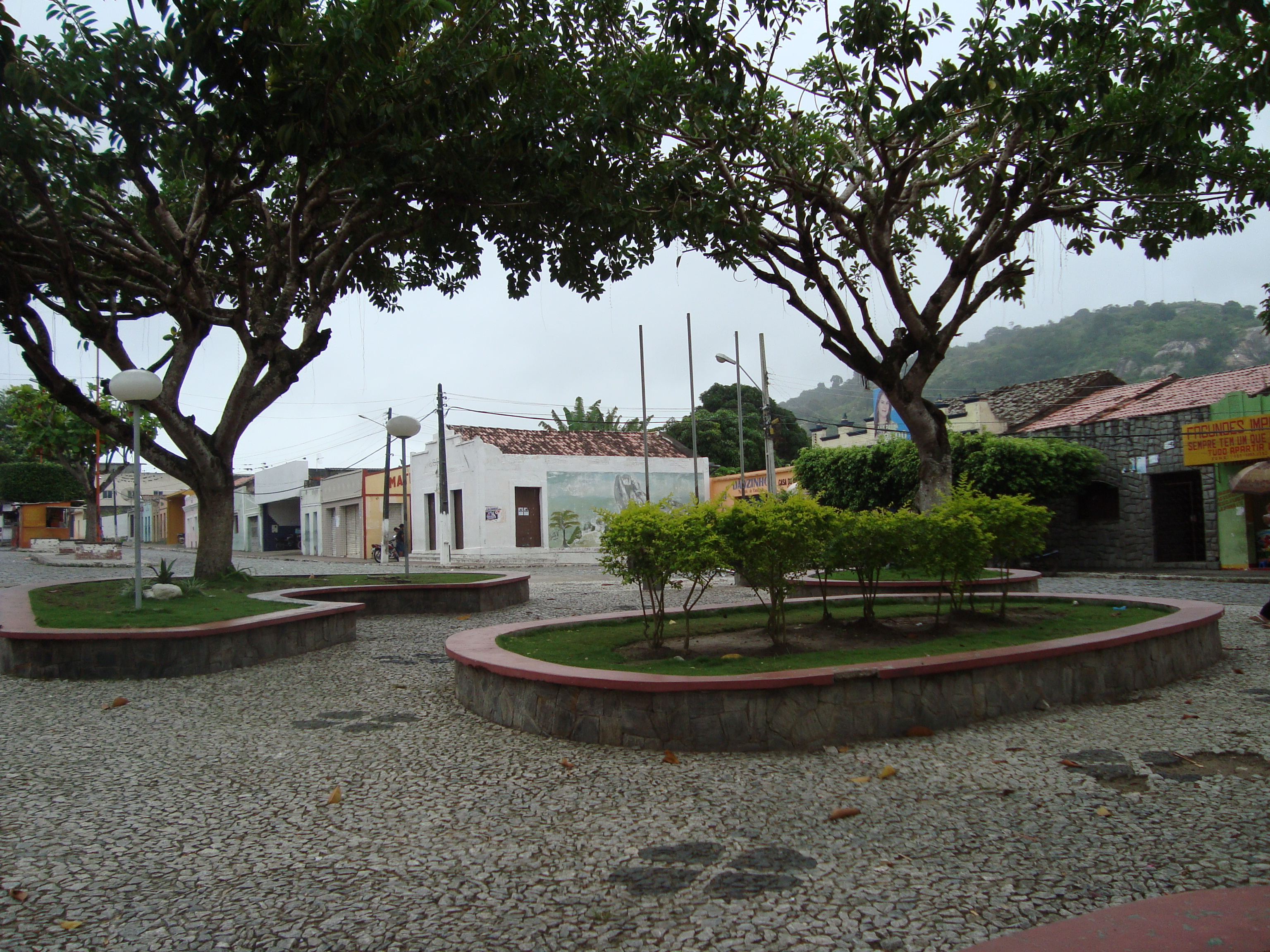
Het plein praça Zuca Ferreira
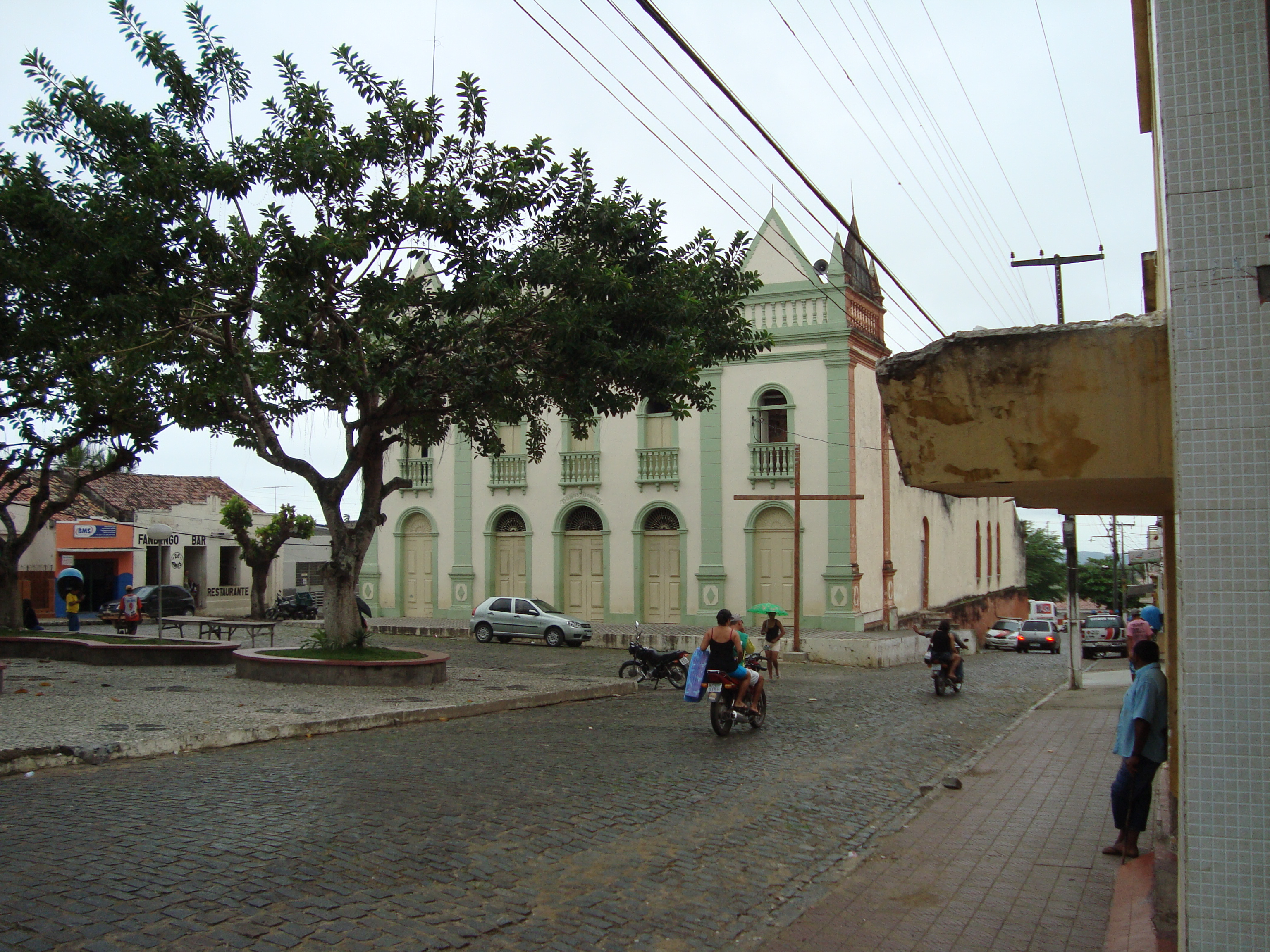
De straat rua Quebra-quilos
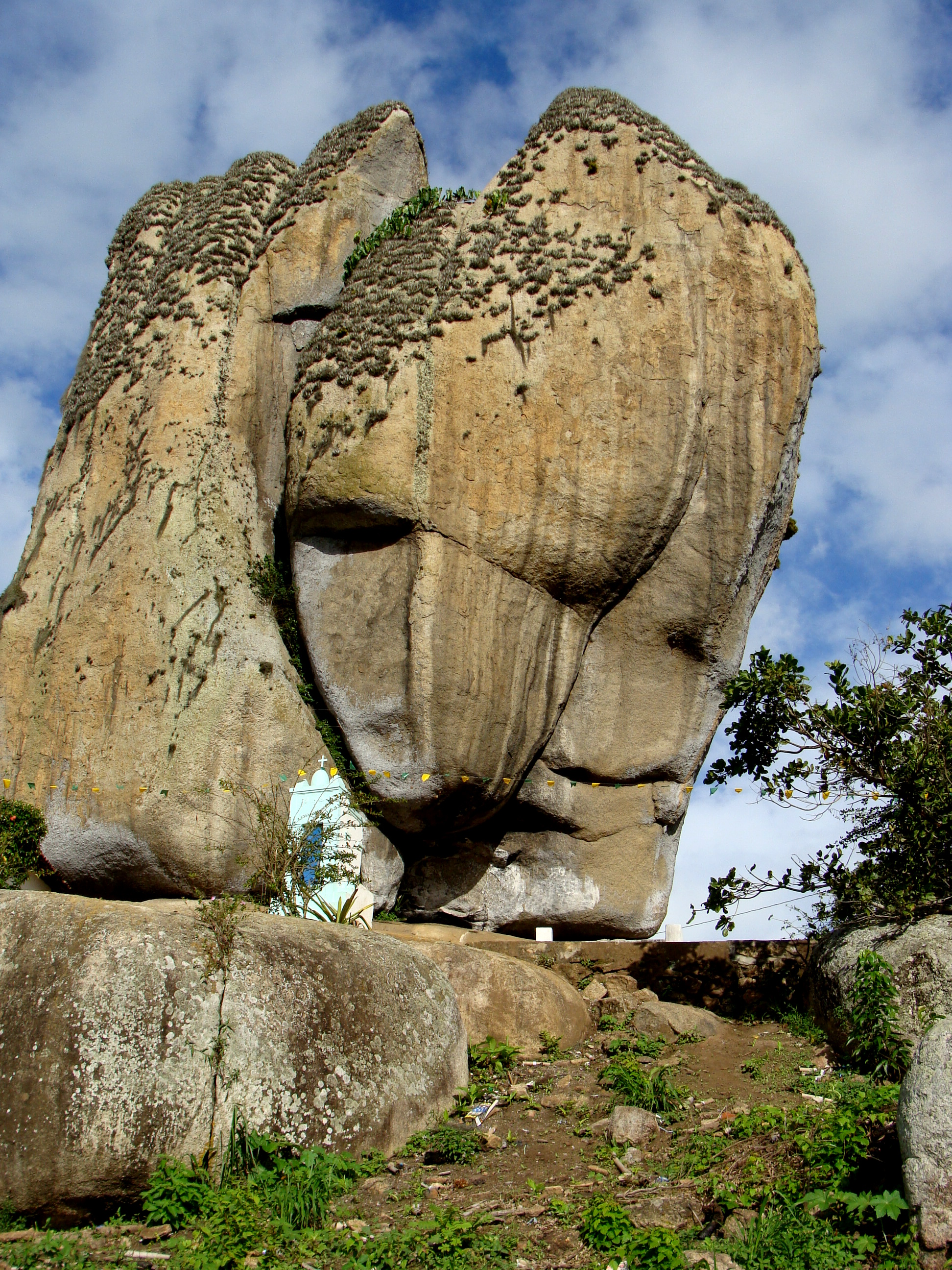
De rots Pedra de Santo Antônio
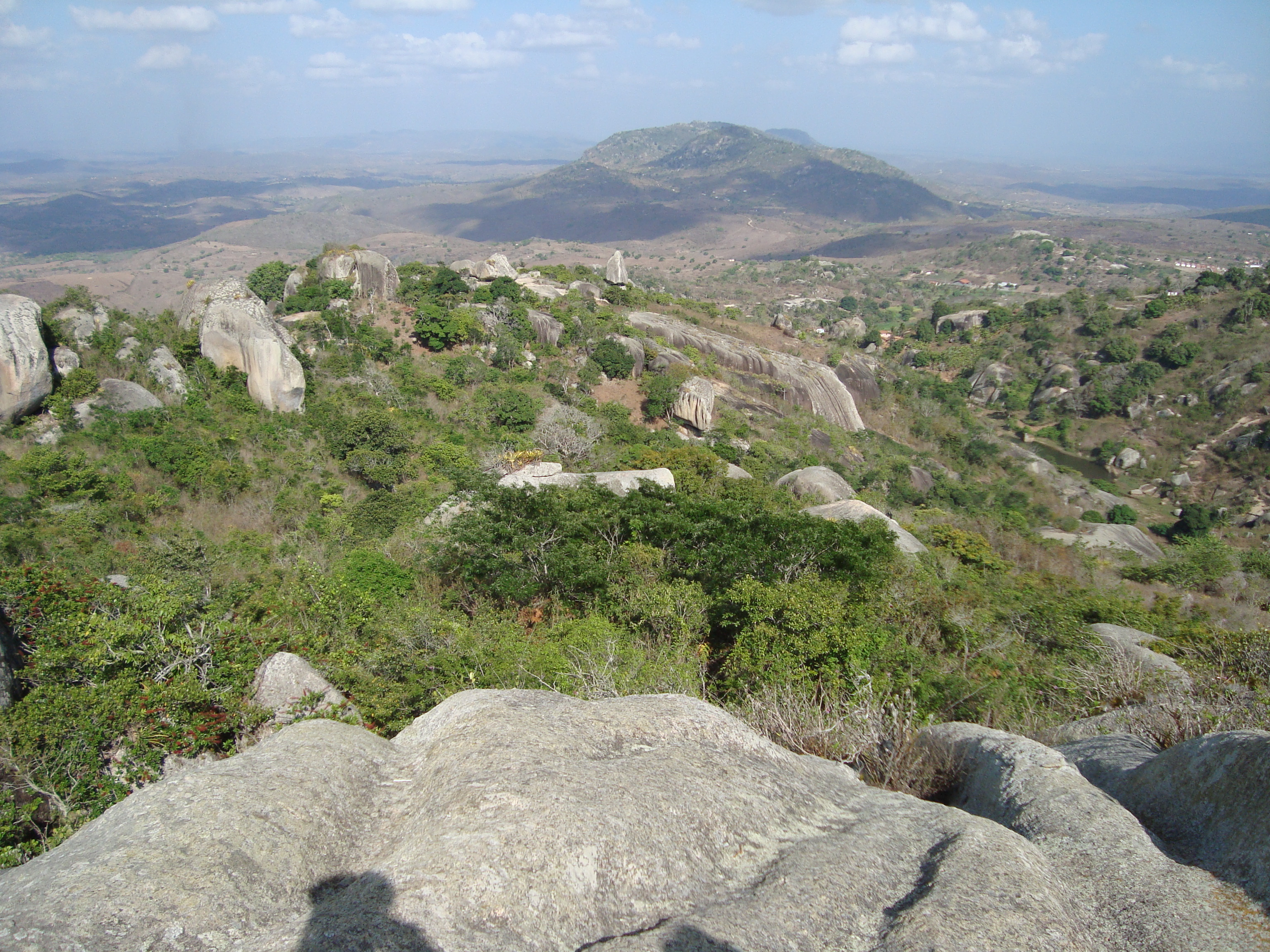
Uitzicht over het gebied bij Bodopitá